# John Fryer
Pour les articles homonymes, voir Fryer.
John Fryer est un célèbre producteur de musique qui a travaillé avec  Nine Inch Nails, White Zombie, Cradle of Filth, Paradise Lost, Sister Machine Gun, Fear Factory, HIM, Lacrimas Profundere, This Mortal Coil, Depeche Mode, MARRS, Alison Moyet, Minimal Compact et beaucoup d’autres artistes. Il travaille actuellement avec des artistes signés sur son propre label Something To Listen To Records.

## Discographie

### Bandes originales
- Clerks (1994)
- Johnny Mnemonic (1995)
- Se7en (1995)
- Mortal Kombat (1995)
- Mortal Kombat: More Kombat (1996)
- Faust (2001)
- Resident Evil: Apocalypse (2004)

### Albums produits

#### 1980-1989
- Fireside Favorites (1980) - Fad Gadget
- Incontinent (1981) - Fad Gadget
- Speak and Spell (1981) - Depeche Mode
- Upstairs at Eric's (1982) - Yazoo
- Fetisch (1983) - Xmal Deutschland
- Or So It Seems (1983) - Duet Emmo
- It'll End in Tears (1984) - This Mortal Coil
- Tocsin (1984) - Xmal Deutschland
- Ricochet Days (1984) - Modern English
- Legendary Wolfgang Press and Other Tall Stories (1985) - The Wolfgang Press
- Fad Gadget Singles (1985) - Frank Tovey
- Clan of Xymox [Bonus Tracks] (1985) - Clan of Xymox
- Fad Gadget Singles (1985) - Fad Gadget
- Filigree & Shadow (1986) - This Mortal Coil
- Standing Up Straight (1986) - The Wolfgang Press
- Should the World Fail to Fall Apart (1986) - Peter Murphy
- Lonely Is an Eyesore (1987) - Various Artists
- Pump Up The Volume (Remix) (1987) - M/A/R/R/S
- Figure One Cuts (1987) - Minimal Compact
- Medusa [Bonus Tracks] (1987) - Clan of Xymox
- Three Times and Waving (1987) - Breathless
- Raindancing (1987) - Alison Moyet
- Dawnrazor (1987) - Fields of the Nephilim
- Head Over Heels/Sunburst and Snowblind (1988) - Cocteau Twins
- Take Care (1988) - He Said
- One of Our Girls (1989) - A.C. Marias
- Love and Rockets [Compilation] (1989) - Love and Rockets
- Pretty Hate Machine (1989) - Nine Inch Nails
- It's Beginning to and Back Again (1989) - Wire
- Very Special Christmas (1989) - Various Artists
- Words for Our Years (1989) - Hugh Harris
- Clan of Xymox [Import] (1989) - Clan of Xymox
- Love and Rockets (1989) - Love and Rockets

#### 1990-1999
- Magic Seed (1990) - Easy
- Indie Top 20, Vol. 9 (1990) - Various Artists
- Livonia (1990) - His Name Is Alive
- Chasing Promises (1990) - Breathless
- This Way to the Shivering Man (1990) - Bruce Gilbert
- Head Down (1990) - Moev
- Singles Box 2 (1991) - Depeche Mode
- England Made Me (1991) - Cath Carroll
- Doubt (1991) - Jesus Jones
- Blood (1991) - This Mortal Coil
- Hoodoo (1991) - Alison Moyet
- Nettwerk Sampler, Vol. 3 (1991) - Various Artists
- Whirlpool (1991) - Chapterhouse
- Home Is in Your Head [Rykodisc] (1991) - His Name Is Alive
- Singles Box 1 (1991) - Depeche Mode
- Resurrection (1992) - Play Dead
- Storybook (1992) - The Beautiful
- Blind (1992) - Sex Gang Children
- Blow (1992) - Swallow
- Ungod (1993) - Stabbing Westward
- Mid-Eighties (1993) - Robert Wyatt
- Tribute to Metallica [Bonus Tracks] (1993) - Die Krupps
- First Flower (1993) - Play Dead
- Cyber Core Compilation (1994) - Various Artists
- Heartburst (1995) - Breathless
- Sharks Patrol These Waters (1995) - Various Artists
- Supersexy Swingin' Sounds [Clean] (1996) - White Zombie
- Metalmorphosis of Die Krupps: 81-92 (1996) - Die Krupps
- Sweet F.A. (1996) - Love and Rockets
- Supersexy Swingin' Sounds (1996) - White Zombie
- Plasticized (1997) - Pink Noise Test
- Before X (1997) - Various Artists
- Wither Blister Burn & Peel (1996) - Stabbing Westward
- Gravity Kills (1996) - Gravity Kills
- Children of God/World of Skin (1997) - Swans
- Manipulated (1997) - Gravity Kills
- Telepathic Last Words (1998) - Course of Empire
- Messiah Meets Progenitor (1998) - Messiah
- Singles 81>85 (1998) - Depeche Mode
- Words Become Worms (1998) - Love in Reverse
- Messiah Meets Progenitor (1998) - Messiah
- Singles 81>85 [Australia] (1998) - Depeche Mode
- Singles Box, Vol. 3 [Import CD][Limited Edition] (1998) - Depeche Mode
- Whilst Climbing Thieves Vie for Attention (1998) - P'O
- Anakin (1998) - Various Artists
- ...smile's ok (1998) - The Hope Blister
- Speak & Spell [Bonus Tracks] (1998) - Depeche Mode
- Singles Box, Vol. 2 [Import CD][Limited Edition] (1998) - Depeche Mode
- Postpunk Chronicles: Left of the Dial (1999) - Various Artists
- Underarms (1999) - The Hope Blister
- Best of Yazoo (1999) - Yazoo
- Dawnrazor [Bonus Track] (1999) - Fields of the Nephilim
- Postpunk Chronicles: Left of the Dial (1999) - Various Artists
- 1980's New Wave (1999) - Various Artists
- From The Cradle To Enslave (1999) - Cradle of Filth

#### 2000-2009
- Acoustek (2000) - Instrumental
- Dr. Wu 2000 (2000) - Various Artists
- Corrode (2000) - Groundswell UK
- Yclept (2000) - Dome
- Midian (2000) - Cradle of Filth
- Razorblade Romance (2000) - HIM
- Complete Sex Gang Children (2000) - Sex Gang Children
- Rough Trade Shops: 25 Years (2001) - Various Artists
- Driving A Million (2001) - Gwenmars
- Fall: The Complete Singles (2001) - Sex Gang Children
- Deep Shadows and Brilliant Highlights (2001) - HIM
- Raging Speedhorn [UK Bonus Tracks] (2001) - Raging Speedhorn
- Believe in Nothing (2001) - Paradise Lost
- Everything Is Beautiful: 1983-1995 (2001) - The Wolfgang Press
- Modern Sound Files (2001) - Various Artists
- Best of Fad Gadget (2001) - Fad Gadget
- Ciao! 1989-1996 (2001) - Lush
- Single Collection (Box Set) (2002) - HIM
- Lovecraft & Witch Hearts (2002) - Cradle of Filth
- Never Enough: Best Of (Remastered) (2002) - Jesus Jones
- Doubt [2002 Reissue] (2002) - Jesus Jones
- Spring Hill Fair [Expanded] (2002) - The Go-Betweens
- Love & Rockets / Swing Ep (Remastered) (Dlx Ed) (2002) - Love and Rockets
- Spring Hill Fair (2002) - The Go-Betweens
- Sorted!: The Best of Love and Rockets (2003) - Love and Rockets
- Cradle Of Fear / Various (2003) - Various Artists
- Head Over Heels (2003) - Cocteau Twins
- Essential Stabbing Westward (2003) - Stabbing Westward
- Stars And Topsoil: A Collection 1982-1990 (Remastered) (2003) - Cocteau Twins
- Feedback to the Future (2003) - Various Artists
- This Is Electroclash / Various (2003) - Various Artists
- Glass Bead Game (Eng) (2003) - Breathless
- Mzui (2003) - Gilbert/Lewis/Mills
- Head Over Heels (Remastered) (2003) - Cocteau Twins
- And Love Said No: The Greatest Hits 1997–2004 (Bonus Dvd) (2004) - HIM
- Singles Box 4 (2004) - Depeche Mode
- MTV2 Headbangers Ball, Vol. 2 (2004) - Various Artists
- Terra Incognita (2004) - Non
- Singles Box 3 (2004) - Depeche Mode
- Louder Than the Crowd (2004) - Various Artists
- Remixes 81–04 (2004) - Depeche Mode
- Hurry Home Early: The Songs of Warren Zevon (2005) - Various Artists
- Conspiritus (2005) - Ewigkeit
- Underarms & Sideways (2005) - The Hope Blister
- Mystery Of Faith (2005) - Jarboe
- Cradle of Filth Box Set (2006) - Cradle of Filth
- Lullabies to Violaine (2006) - Cocteau Twins
- Life Less Lived: The Gothic Box / Various (2006) - Various Artists
- Filthy Notes For Frozen Hearts (Bonus Tracks) (2006) - Lacrimas Profundere
- Lullabies To Violaine: Singles & Extended Plays 1 (2006) - Cocteau Twins
- Filthy Notes for Frozen Hearts (2006) - Lacrimas Profundere
- Uneasy Listening Vol.1 (2006) - HIM
- Uneasy Listening, Vol. 1 [Best Buy Exclusive] (2006) - HIM
- Body of Work 1984-1997 [UK] (2006) - Nitzer Ebb
- Best of Depeche Mode, Vol. 1 [CD/DVD] (2006) - Depeche Mode
- Lonely At The Top + Extras (2006) - Hermine
- Spring Hill Fair [Bonus CD] (2006) - The Go-Betweens
- Speak & Spell [Bonus Track] (2006) - Depeche Mode
- 80's Dance Gold / Various (Rmst) (2006) - Various Artists
- Broken Frame (2006) - Depeche Mode
- Best of De/Vision (2006) - De/Vision
- Body Of Work 1984-1997 (Bonus Cd) (Rmxs) (2006) - Nitzer Ebb
- Speak & Spell [Rhino US CD/DVD] (2006) - Depeche Mode
- Best of Depeche Mode, Vol. 1 [CD/DVD] (2006) - Depeche Mode
- Best Of (2006) - Depeche Mode
- From Brussels With Love / Various (Rmst) (2007) - Various Artists
- Construction Time Again (W/Dvd) (Rmst) (Dig) (2007) - Depeche Mode
- Unison (2007) - Angels & Agony
- Cold (2007) - Alucard
- Dark romantism (2009) - Alucard

##### 2010-2020
- Social Experiment (2011) - Ronni Le Tekrø and Augustin Granados
- Wars of the Roses (2011) - Ulver
- Noise in My Head (2011) - Dark Drive Clinic
- Escape (2011) - Orient Xpress
- The Veritable Path (2012) - Project Paperclip
- Vaudeville (2012) - Bruno Ferrari
- Antidotum (2013) - Vanessa
- New Frontiers (2014) - The Foreign Resort
- Dragon Road (2015) - Randolph's Grin
- Necrotica (2015) - Mortal Cabinet
- Monument (2015) - Angels & Agony
- Ausweg (2017) - Wintry
- I am you (2018) - No Devotion Records
- Pressure Points (2019) - Palais Ideal
- One Way To Love (2019) - 616
- Cinderella Valentine featuring Bam Margera and Gas Lipstick of "HIM" (2020) - 616
- Lost In Artificial Reality- Fall (2021)- Eden Rayne